# Colonia marina SIP ENEL
La Colonia marina SIP ENEL di Riccione, meglio conosciuta come Colonia ENEL di Riccione e spesso confusa con la Colonia ENEL di Rimini, è stata progettata dall'architetto Giancarlo De Carlo ed inaugurata nel 1963. Si tratta di un edificio innovativo e "a misura di bambino", e che si distacca notevolmente dalle colonie "di controllo" del periodo fascista.

## Struttura
L'edificio si sviluppa su tre livelli, con ampie terrazze e logge che si affacciano sul mare, creando un ambiente luminoso e arioso.
La struttura è modulare e flessibile, adattandosi alle diverse esigenze dei bambini.
Spazi comuni come la mensa, la biblioteca e il teatro favoriscono la socializzazione e la partecipazione attiva dei bambini.
La colonia era immersa in un parco verde con giochi e spazi per attività all'aperto.

## Storia
Inizialmente la colonia era stata voluta dalla società SIP acronimo di Società Idroelettrica Piemonte acquisita poi dalla ENEL che nel 1960 voleva costruire una colonia marina per i figlie dei suoi dipendenti, non potendo più usare la capienza della Colonia SADE di Rivazzurra. Il progetto fu dato all'architetto Giancarlo De Carlo che assieme al suo assistente Armando Barp, iniziò il progetto. Nel 1961 alla presentazione del quattro progetto al Comune, iniziarono i lavori di costruzione. La Colonia ENEL è stata abbandonata negli anni novanta del Novecento e versa oggi in stato di degrado. Nonostante il suo valore architettonico e storico, l'edificio non è stato ancora sottoposto a un adeguato restauro. Diverse iniziative, come il censimento del FAI e concorsi di progettazione, hanno acceso i riflettori sulla colonia, auspicandone un futuro recupero. Sono state avanzate diverse proposte per il riutilizzo della Colonia ENEL, tra cui: trasformazione in ostello della gioventù, reazione di un centro di ricerca sull'architettura del Novecento e realizzazione di spazi per attività culturali e sociali. Nel 2021 fu venduta all'asta ad una società privata per farne una struttura ricettiva.

## Architettura
L'architettura della colonia è caratterizzata da diversi aspetti innovativi e funzionali. L'edificio è composto da moduli prefabbricati in cemento armato, disposti su tre livelli e collegati da passerelle e scale. Questa struttura modulare permette una grande flessibilità degli spazi, adattandosi alle diverse esigenze dei bambini. Le linee curve e sinuose dell'edificio contrastano con la rigidità geometrica degli edifici circostanti. La fluidità delle forme crea un ambiente dinamico e accogliente, a misura di bambino. Le ampie terrazze e logge, disposte su tutti i lati dell'edificio, garantiscono un'illuminazione naturale e una ventilazione costante degli ambienti.La colonia si inserisce armoniosamente nel contesto naturalistico della pineta di Riccione. L'utilizzo di materiali come il legno e il cemento armato a vista crea un legame con l'ambiente circostante. La colonia era dotata di tutti i servizi necessari per il benessere dei bambini, tra cui: cucina e mensa, dormitori, sale per attività ludiche e ricreative, biblioteca, teatro, infermeria, piscina.
L'architettura della Colonia ENEL era concepita per il benessere e la crescita dei bambini. L'edificio era infatti progettato per: favorire la socializzazione e la partecipazione attiva dei bambini, promuovere l'autonomia e la responsabilità, garantire la sicurezza e il comfort.
La Colonia ENEL è un esempio di architettura brutalista, caratterizzata dall'uso del cemento armato a vista e da forme semplici e geometriche. Questo stile architettonico, nato negli anni '50, era espressione di una nuova era di progresso e di fiducia nella tecnologia.
La Colonia ENEL di Riccione è un'opera di grande valore storico e architettonico. La sua originalità e il suo stato di abbandono la rendono un luogo suggestivo e affascinante, che merita di essere recuperato e valorizzato.
Giancarlo De Carlo in una intervista parlando della costruzione della Colonia SIP ENEL di Riccione la definì:
(Franco Bunčuga, Conversazioni con Giancarlo De Carlo. Architettura e libertà, Elèuthera, Milano 2000, pp. 122 e 123)